# Mitch Lucker
Mitchell Adam "Mitch" Lucker (20 de outubro de 1984 – 1 de novembro de 2012) foi um vocalista e compositor americano mais conhecido por ter sido fundador da banda de deathcore Suicide Silence.

## Biografia

### Vida pessoal
Mitch Lucker nasceu em 20 de outubro de 1984. Cresceu em Riverside, Califórnia, com seus pais e dois irmãos. Ele era casado com Jolie Carmadella e teve uma filha chamada Isis Kenadee Lucker que nasceu em 30 de junho de 2007.

## Carreira musical
Mitch Lucker primeiro começou a tocar na banda de garagem de seu irmão, fazendo cover de uma música dos Hatebreed. Lucker e Chris Garza formaram o Suicide Silence em 2002. Originalmente, a banda teve dois vocalistas, Tanner Womack e Lucker. No entanto, quando Womack foi demitido, Lucker se tornou o único vocalista.
O álbum de estreia de Suicide Silence, intitulado The Cleansing, foi um dos lançamentos mais vendidos da gravadora Century Media, com 7250 cópias vendidas na primeira semana. Seu segundo álbum No Time to Bleed foi lançado em 30 de junho de 2009. O último álbum da banda com Lucker, The Black Crown foi lançado em 12 de julho de 2011. Quando questionado pela revista Kerrang!, Lucker explicou:
Não estou tentando diminuir as crenças das pessoas - é sobre mim e minha vida. Esta é a minha cabeça aberta e derramada no papel! Ainda tenho as mesmas crenças e visões, mas estou mais aberto a tudo. Neste ponto da minha vida, não vejo nada de bom em fazer as pessoas te odiarem por algo que você diz. Esse disco é para todos.

## Influências
Em uma entrevista para The AU Interview, Mitch Lucker disse que os grupos que o influenciaram em começar uma banda eram "Korn, Deftones, Slayer, Sepultura, Black Sabbath, Dio, Nirvana, Van Halen, Death e qualquer coisa que meu pai trouxe para casa para meu irmão dizendo 'Ei, ouça isso."

## Tatuagens

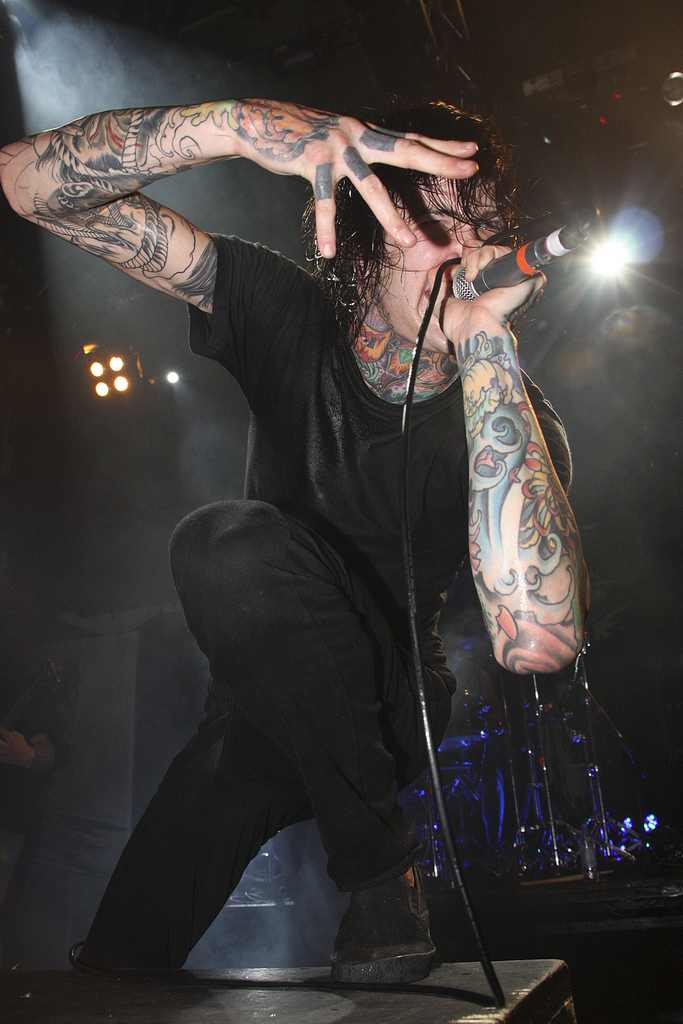
Mitch Lucker se apresentando com Suicide Silence em Londres, 2008

Lucker era casualmente conhecido por sua extensa coleção de tatuagens em seu corpo, cobrindo seus braços, torso, pescoço/garganta, mãos, dedos e até mesmo seu rosto. O único lugar que ele se recusou a fazer uma tatuagem foi nas costas. Ele explicou isso afirmando que "gosto de ter tatuagens porque são obras de arte e ele gostava de vê-las", e brincou "ter as costas tatuadas seria como ter uma bela pintura, mas não poder ver pois estam na casa do meu tio."
As barras pretas características de Lucker que ele tinha em cada um de seus dedos eram encobrimentos. As tatuagens originais que ele exibia nos dedos eram "FORXEVER", uma palavra comum usada na comunidade straight edge, que seria o estilo de vida que se abstêm totalmente de uso de drogas, álcool e qualquer entorpecentes. Lucker teve essas tatuagens cobertas com as barras pretas depois que ele renunciou a seu estilo straight edge em 2007.

## Morte

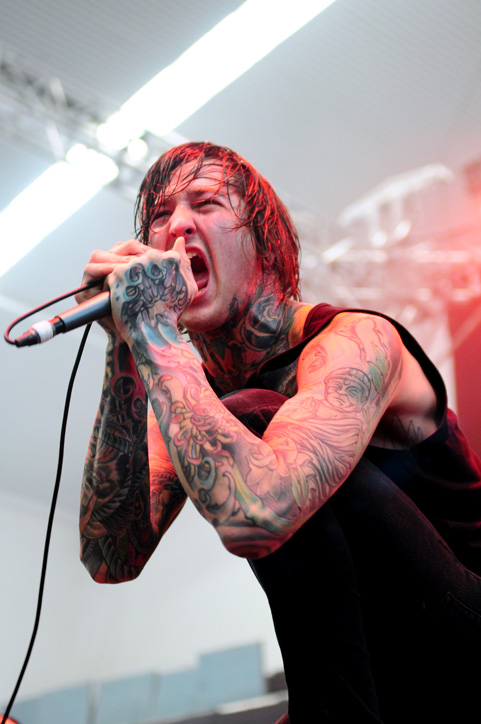
Mitch em dezembro de 2010

Na noite de 31 de outubro de 2012 Mitch Lucker conduzia uma moto Harley-Davidson versão Forty-Eight modelo 1235 em Huntington Beach no Condado de Orange, quando perdeu o controle e bateu em um poste, de acordo com um comunicado da polícia local emitido às 20h55. Ele foi levado ao Centro Médico Irvine, da Universidade da Califórnia às 21:00h. No dia 1 de novembro acabou falecendo devido aos graves ferimentos do acidente às 06h17.
O Suicide Silence e companheiros da banda realizou um show em homenagem ao Mitch Lucker intitulado Ending is the Beginning no dia 21 de dezembro de 2012, que foi realizado no Teatro Fox, em Pomona, California. Ele serviu para beneficiar os custos para o futuro da educação de sua filha, Kenadee Lucker. A banda também começou um Fundo para Educação de Kenadee Lucker e continua a promover doações para a filha de Mitch.
Oliver Sykes, vocalista do Bring Me The Horizon, uniu-se com o fotógrafo da banda Adam Elmakias para arrecadar dinheiro para a filha de Lucker. Todo o dinheiro arrecadado irá para a educação de Kenadee.
Em 18 de fevereiro de 2014 a banda Suicide Silence lança em CD/DVD/Blu-ray o show em homenagem ao Mitch Lucker. O evento histórico conta com participações especiais de nomes do metal como o Randy Blythe, Max Cavalera, Chad Gray, Tim Lambesis, Danny Worsnop.

## Discografia
Suicide Silence
- Suicide Silence EP (2005)
- The Cleansing    (2007)
- No Time to Bleed (2009)
- The Black Crown  (2011)

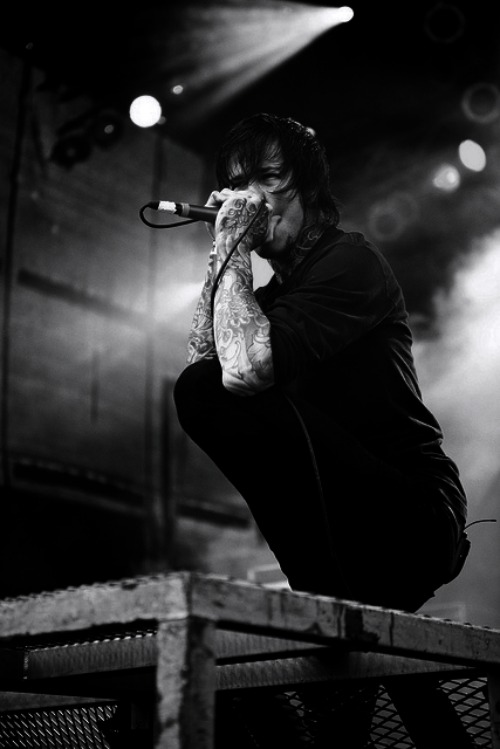
Mitch Lucker com Suicide Silence em 2011

- You Can't Stop Me (2014) "Póstumas, só as letras"

Colaborações
| Ano  | Música                                                                  | Álbum                 | Artista           |
| ---- | ----------------------------------------------------------------------- | --------------------- | ----------------- |
| 2006 | "Predator; Never Prey" (feat. Mitch Lucker)                             | The Dead Walk         | The Acacia Strain |
| 2009 | "Classic Struggle" (feat. Mitch Lucker)                                 | The Great Stone War   | Winds of Plague   |
| 2011 | "The Sinatra" (feat. Mitch Lucker)                                      | My My Misfire EP      | My My Misfire     |
| 2012 | "We Are the Many" (feat. Mitch Lucker, Marcus Bischoff & Benny Richter) | I Am Nemesis          | Caliban           |
| 2012 | "Spit Vitriol" (feat. Mitch Lucker)                                     | The Devil's Messenger | The Devastated    |